# Naturreservat Djurstad träsk
Das Naturreservat Djurstad träsk ist ein als Naturschutzgebiet ausgewiesenes Feuchtgebiet auf der schwedischen Ostseeinsel Öland. Das Gebiet ist als Natura-2000-Gebiet ausgewiesen.
Der Sumpf liegt südlich des Dorfes Djurstad in der nördlichen Hälfte der Insel. Im Süden schließt sich das Naturreservat Petgärdeträsk an. Westlich verläuft die an der Ostküste der Insel entlang führende Landstraße.
Im kalkreichen Feuchtgebiet dominiert die Binsenschneide. Bekannt ist das Gebiet jedoch wegen der vorkommenden Vogelarten, wie der Wiesenweihe die vom Beobachtungsturm westlich des Sumpfes beobachtet werden kann.
Mit Renaturierungsmaßnahmen wird versucht der Verlandung des Feuchtgebiets entgegenzuwirken.